# Hafenbar

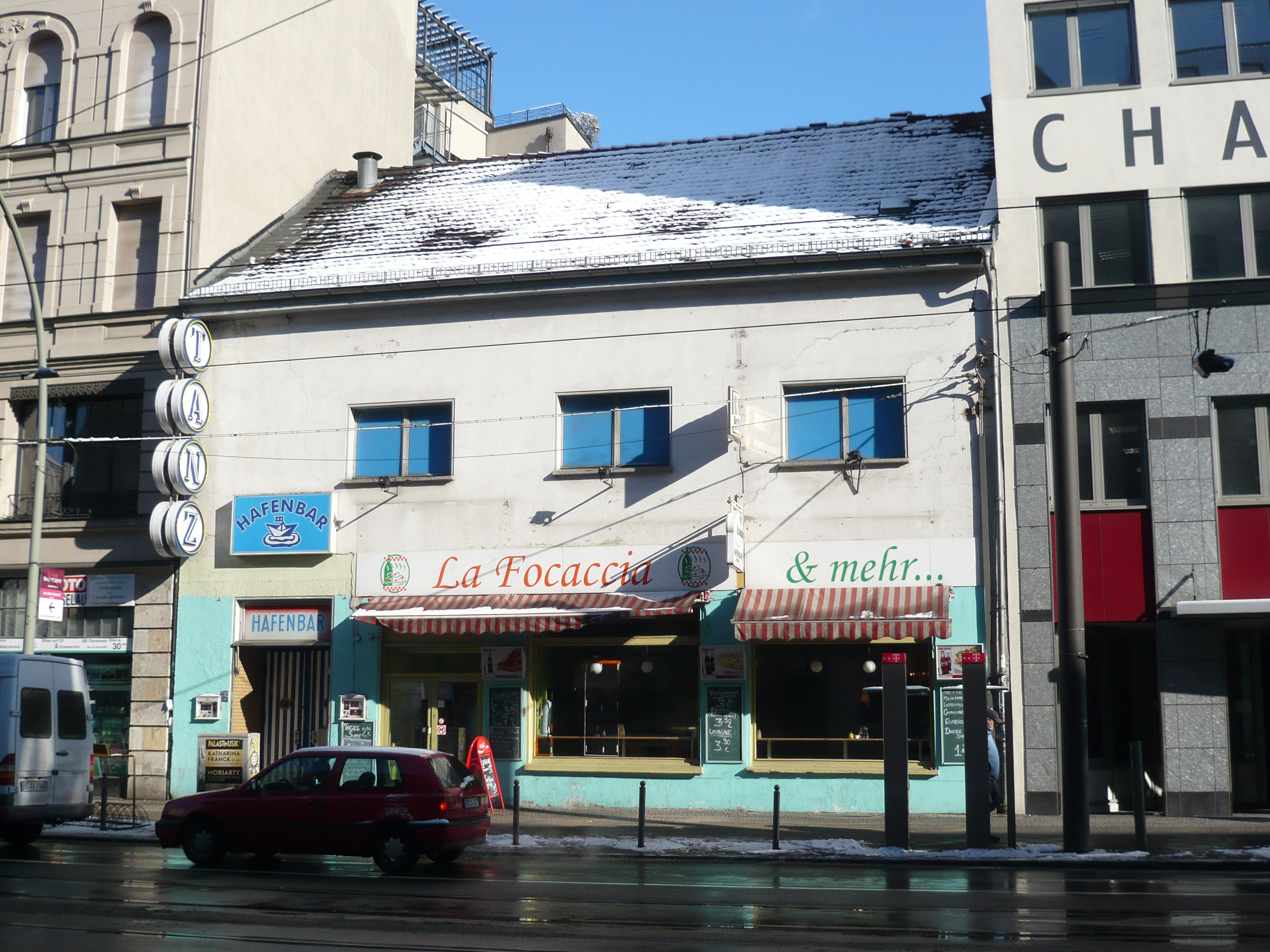
Die ehemalige Hafenbar in der Chausseestraße 20

Die Hafenbar ist eine der traditionsreichsten Diskotheken Berlins in der Karl-Liebknecht-Straße 11 direkt am Alexanderplatz im Berliner Ortsteil Mitte. Bis Mai 2016 befand sich die Hafenbar in der Chausseestraße 20.

## Geschichte
Das Gebäude in der Chausseestraße wurde im frühen 19. Jahrhundert in schlichter Bauweise errichtet. Die Benutzung als Tanzlokal geht auf die 1920er Jahre zurück. Zu DDR-Zeiten wurde das Haus unter Führung der Handelsorganisation (HO) zunächst unter dem Namen Clou betrieben.

### Hafenbar 1967–1989
Im Jahr 1967 wurde das alte Konzept über Bord geworfen. Die Führung wollte eine weltstädtische Adresse haben, die die aufstrebende Hauptstadt der DDR in entsprechendem Licht erscheinen lassen sollte. Ein Tanzlokal mit Restaurant, das die Freiheit der Sieben Weltmeere mit maritimem Ambiente unterstrich: bemalte Bullaugen, Fischernetz unter der Decke, eine große beleuchtete Weltkarte, Sägefischkopf und ein ausgestopfter Alligator. Die damals entworfene Inneneinrichtung ist in den 2010er Jahren noch zu 90 Prozent erhalten und bestimmt die Attraktivität als Veranstaltungsort.
Die Hafenbar wurde schnell zum Publikumsmagneten. Bands wie Silbercombo oder das Nonchevtrio sorgten für Unterhaltung. In letzterer Gruppe begeisterte auch Georgi Joro Gogow, später bekannt für seine Geige bei Citys Am Fenster. Viele bekannte Unterhaltungskünstler der damaligen Zeit wie Heinz Draehn, Jonny Hill, Britt Kersten, Rex Gildo oder Rosemarie Ambé traten hier sowohl vor einfachen DDR-Bürgern als auch vor hochgestellten Persönlichkeiten auf. Die damaligen Attraktionen waren auch einen Besuch wert: Aquarien mit exotischen Fischen, eine Grillbar, ausgefallene Cocktails wie der „Steife Seemann“ und Partys wie ein „Piratenfest“ oder „Seemannsabende“ lockten Heerscharen von Gästen an. Gerade zur Faschingszeit wurde der DDR-Vorzeigebetrieb gern von Arbeitsbrigaden besucht.
In dieser Zeit war das Tanzlokal auch Aufzeichnungsort der Rundfunksendung Hafenkonzert der Stimme der DDR.

### Hafenbar 1989–1996
Nach der politischen Wende übernahm Klaus Zagermann, der das Haus bereits als Lehrling im Clou kennengelernt und seit 1968 als Hafenbar für die HO weitergeführt hatte, das Etablissement in eigene Hände. Es folgten einige programmatische Experimente, die die Hafenbar nun auch dem West- und Neu-Berliner Publikum öffnete. Neben Striptease gab es Partys vom Hammond Inferno und der Zeitschrift Prinz. Die seinerzeit vorhandenen Aquarien überstanden die Umgestaltung nicht.

### Hafenbar 1996–2016
Die beiden Partymacher Fabian Böckhoff und Radio1-Moderator Stefan Rupp veranstalteten 1996 ihre ersten „Stimmen in Aspik“-Schlagerpartys in der Berliner Hafenbar. Zunächst monatlich, dann wöchentlich, bespielten die beiden den Freitag in der Hafenbar. Die alten Gassenhauer und das alte Gemäuer schienen sich perfekt zu ergänzen. Seit 1999 gibt es auch von anderen Managern organisierte Veranstaltungen wie die „Ahoi-Sause“ am Sonnabend. Seit 2010 gibt es die „Kaptains Karaoke“ mit Joe Hatchiban vom Mauerpark-Karaoke.
Unter Führung der beiden Betreiber wurde die Hafenbar auch bekannt für ihre ungewöhnlichen Medienauftritte wie die „Politischen Schlagergedenkmärsche“ 1998 und 1999, oder Helga, die zur „Toilettenfrau des Jahres“ gekürt wurde.

### Aktuelle Situation
Aufgrund des Abrisses des ehemaligen Sitzes der Hafenbar in der Chausseestraße 20 zog die Diskothek zum 3. Juni 2016 an den neuen Standort in die Karl-Liebknecht-Straße 11. Die gesamte Raum- und Schiffsausstattung der Hafenbar wurden in den neuen Club in der Nähe des Alexanderplatzes innerhalb von 14 Tagen verbaut. 
Mit dem Umzug wechselte auch die Geschäftsführung und der Eigentümer der Hafenbar. Der ehemalige Inhaber Klaus Zagermann verkaufte nach 49 Jahren die Hafenbar an die seit 1990 in dieser Einrichtung tätige Barchefin Petra Schreiber und deren Sohn Christopher Schreiber. 
Das komplette Konzept und die Veranstaltungsreihe mit den „Stimmen in Aspik“ bleiben unverändert bestehen. Damit ist die Hafenbar die älteste und durchgehend geöffnete Diskothek Berlins (Stand: Juni 2016).